# Congea tomentosa
Congea tomentosa là một loài thực vật có hoa trong họ Hoa môi. Loài này được Roxb. mô tả khoa học đầu tiên năm 1820.

## Hình ảnh

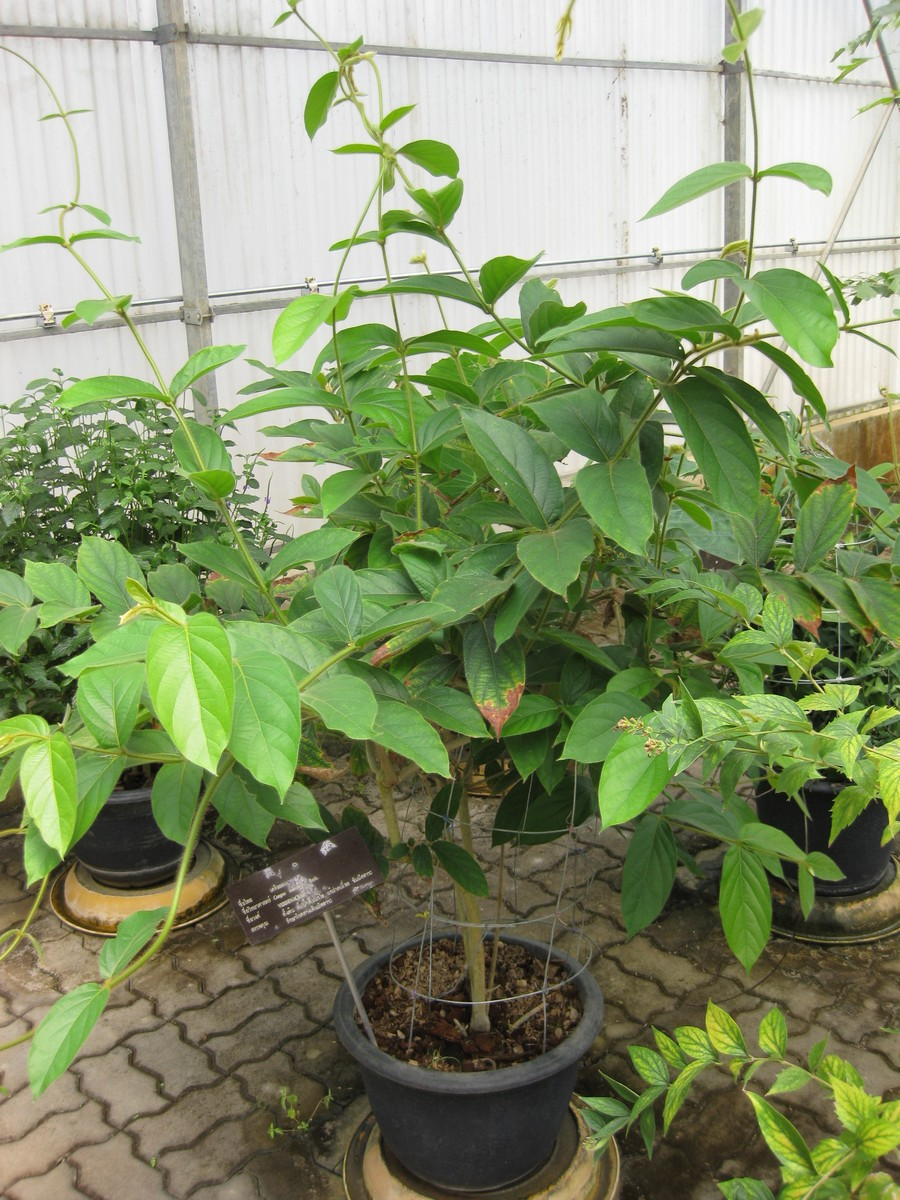
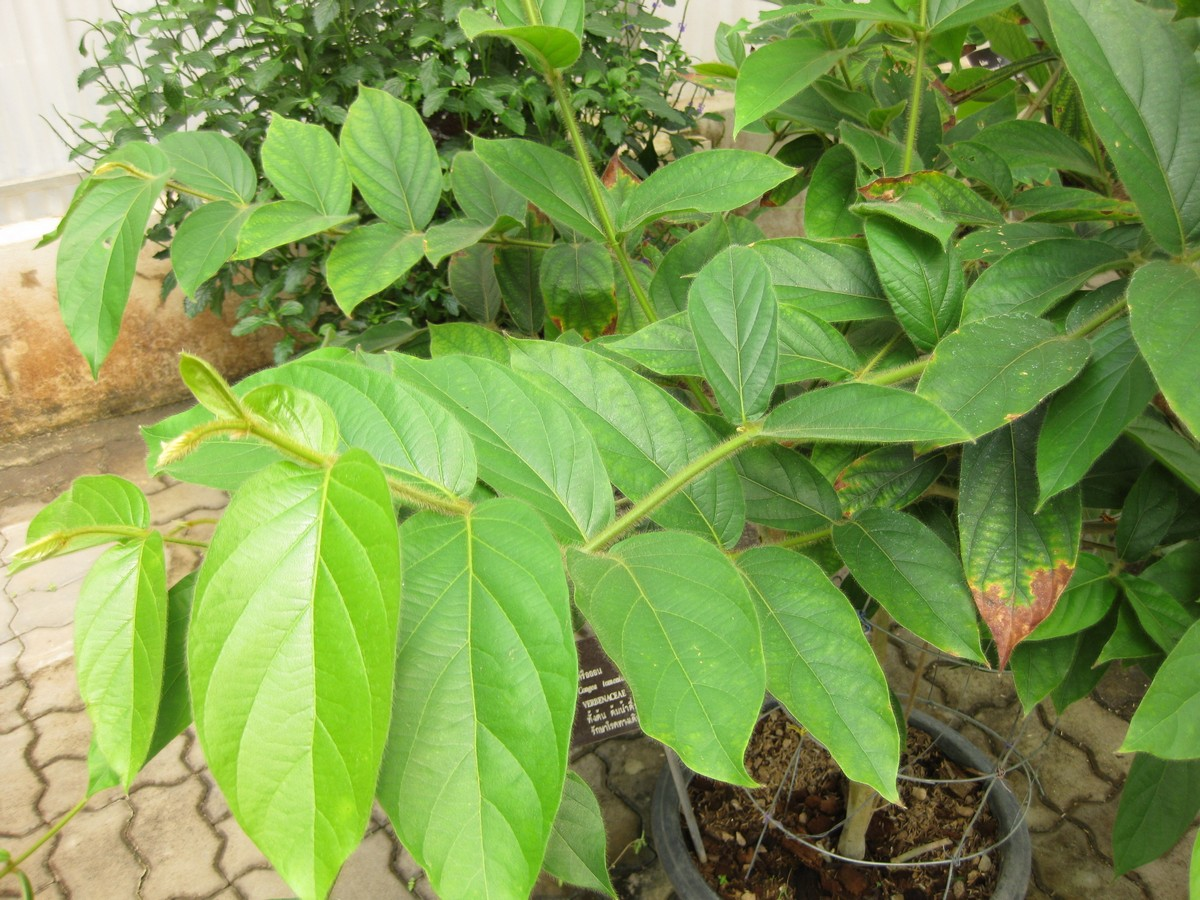
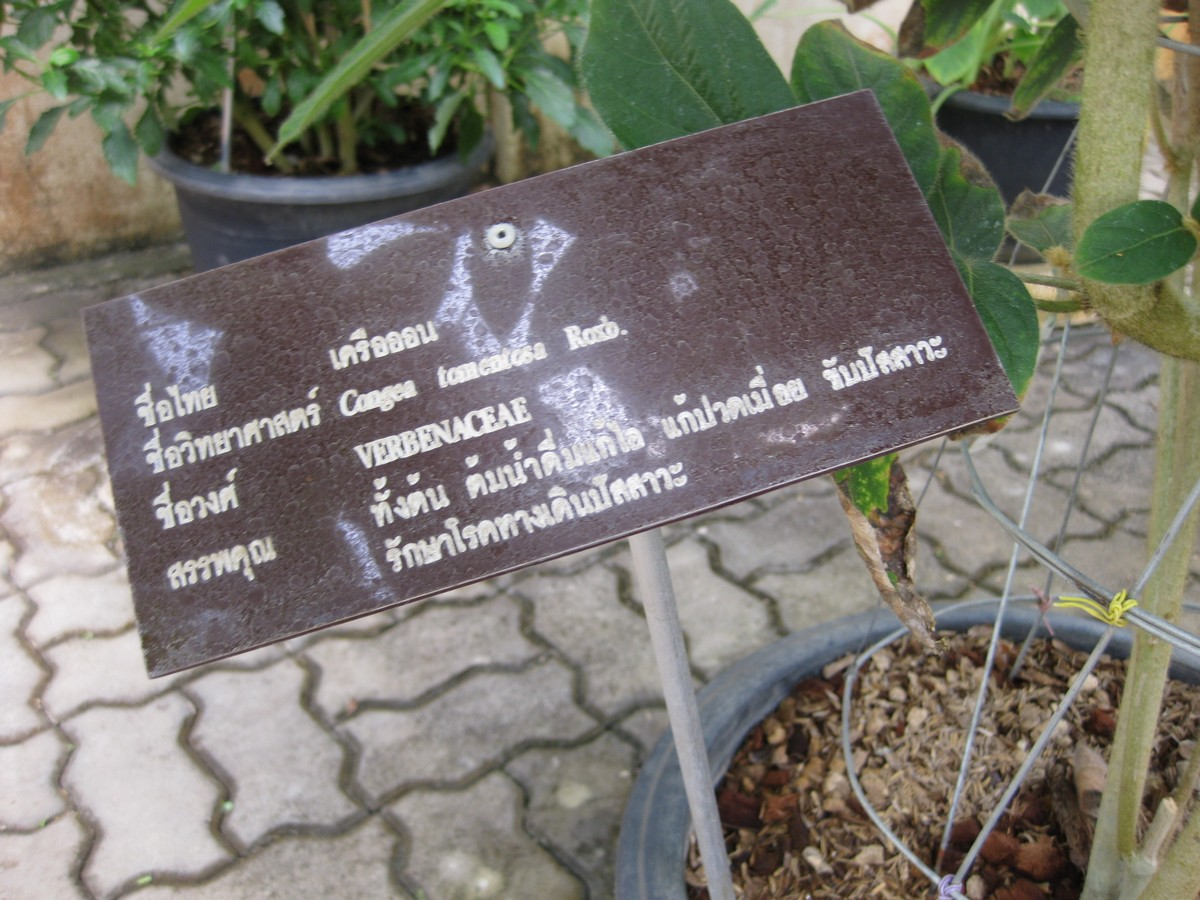
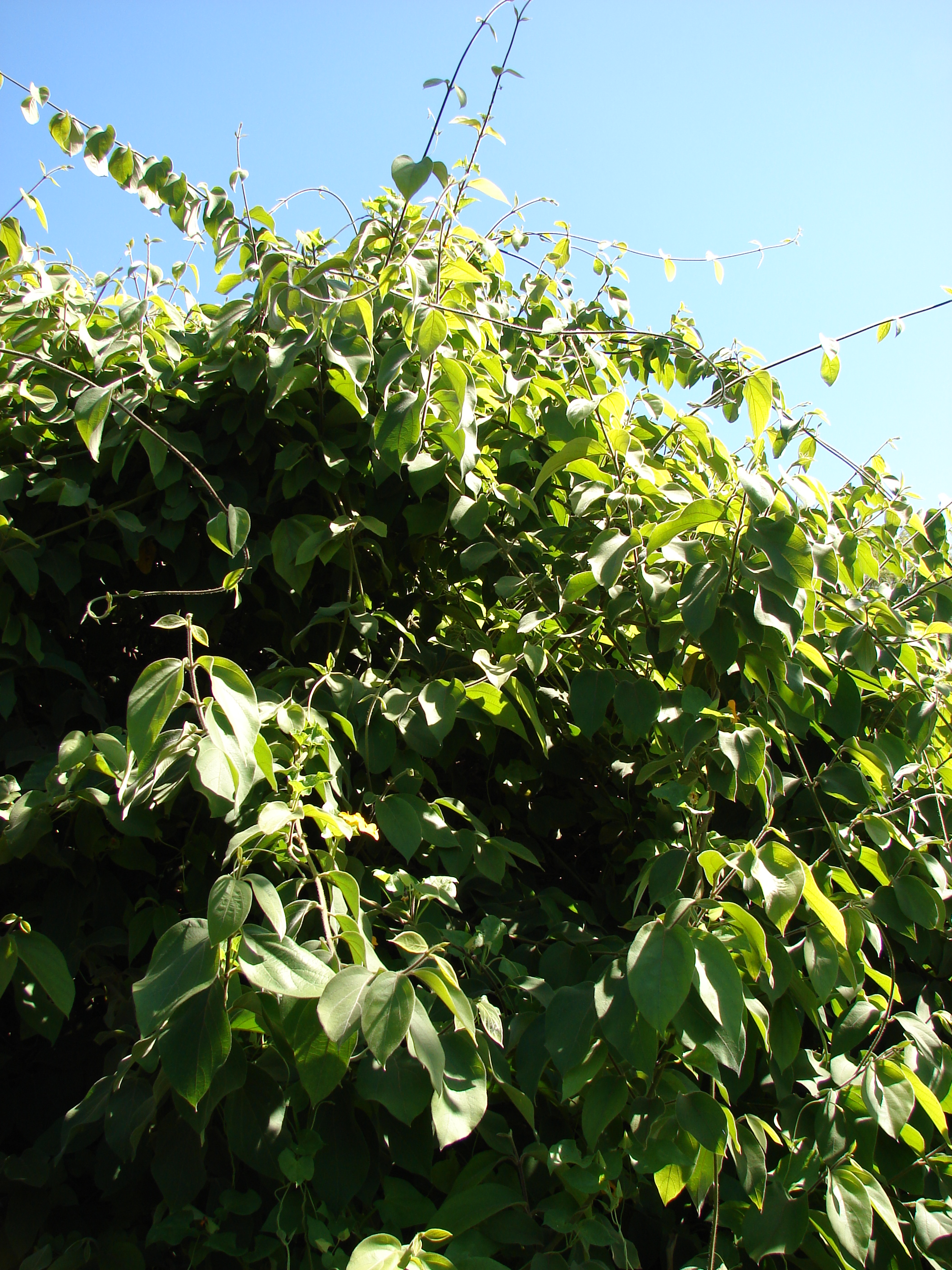